# Johannes Komnenos (Neffe Alexios’ I.)
Johannes Komnenos (mittelgriechisch Ἰωάννης Κομνηνός; * um 1074; † nach 1106) war ein byzantinischer Aristokrat aus der Familie der Komnenen, der unter Kaiser Alexios I. als Gouverneur (Dux) des Themas Dyrrhachion amtierte.

## Leben
Johannes Komnenos war der älteste Sohn des Sebastokrators Isaak Komnenos und der georgischen Prinzessin Irene, einer Kusine der Kaiserin Maria von Alanien, und somit ein Neffe des Kaisers Alexios I. Er hatte drei Brüder Alexios, Konstantin und Adrianos (ab 1143 Erzbischof von Ohrid) und fünf Schwestern (Anna, Sophia, Eudokia, zwei weitere namentlich nicht bekannt). Bis zur Geburt des namensgleichen Sohnes von Alexios I. am 13. September 1087 galt Johannes – ungeachtet der Rechte des etwa gleichaltrigen Mitkaisers Konstantin Dukas Porphyrogennetos – als präsumtiver Thronfolger.
Zu Beginn des Jahres 1091 wurde Johannes Komnenos von Kaiser Alexios zum Dux von Dyrrhachion ernannt. Der strategisch wichtigen Hafenstadt kam bei der Verteidigung des Byzantinischen Reiches gegen Angriffe aus dem Westen eine Schlüsselposition zu, wie die Invasion der Normannen 1081 unter Robert Guiskard vor Augen geführt hatte. Bald nach der Übernahme seines Amtes wurde Johannes vom Erzbischof von Ohrid, Theophylakt, beschuldigt, eine Verschwörung gegen Alexios I. zu planen. Um sich zu verteidigen, suchte Johannes den Kaiser in dessen Feldlager in Philippopel auf. Es ist unklar, ob die Usurpationsvorwürfe gegen Johannes gerechtfertigt waren; jedenfalls entfachte die Affäre einen Streit zwischen Alexios und seinem Bruder (und Johannes’ Vater) Isaak, der bei dem Familientribunal ebenfalls anwesend war. Schließlich entschied Alexios zugunsten seines Neffen und beließ ihn in seinem Amt.
Trotz seiner militärischen Unerfahrenheit wurde Johannes Komnenos im Frühjahr 1094 mit der Verteidigung der Provinz gegen den Angriff des serbisch-dalmatischen Župan Vukan (Bolkan) von Raszien beauftragt. Durch Verhandlungen versuchte Johannes Zeit zu gewinnen, unterlag den Serben aber schließlich in einer Schlacht bei Lipenion. Anschließend musste er sich in Konstantinopel vor dem Kaiser für die Niederlage rechtfertigen, doch sah Alexios I. auch dieses Mal davon ab, seinen Neffen des Postens zu entheben. 1096 griff Johannes den schiffbrüchigen Kreuzfahrer Hugo von Vermandois auf, der mit seiner Flotte bei der Überfahrt von Bari vor Dyrrhachion in einen schweren Sturm geraten war, und überstellte ihn als Gefangenen nach Konstantinopel.
Johannes Komnenos dürfte auch 1105/06 noch Dux von Dyrrhachion gewesen sein, als er bei einem Feldzug gegen die dalmatischen Serben besiegt wurde. Als sich wenig später die Gefahr eines weiteren Normanneneinfalls unter Bohemund abzeichnete, ersetzte der Kaiser Johannes durch dessen jüngeren Bruder Alexios. Sein weiteres Schicksal ist unbekannt.